# Стасенко, Вадим Владимирович
Вадим Владимирович Стасенко (род. 15 июня 1982 года) — российский игрок в хоккей с мячом, мастер спорта России международного класса (2001).

## Карьера

### Клубная
Играть в хоккей с мячом начал в 1989 году в хоккейной школе «Енисея». Первый тренер — Борис Бутусин.
В сезоне 1998/99, когда «Енисей» стал вице-чемпионом, провёл всего одну игру за команду мастеров, дебютировав в высшей лиге чемпионата России.
Следующий сезон провёл в московском «Динамо», проведя за команду 25 игр в чемпионате страны, в которых забил 24 мяча.
Вернулся в «Енисей» в 2000 году, в составе которого выступал до весны 2002 года. В сезоне 2000/01 стал чемпионом России, в следующем сезоне победил в Кубке европейских чемпионов.
С 2002 года в составе «Кузбасса». Выступая за команду становится четырежды серебряным и четырежды бронзовым призёром чемпионатов России, дважды обладателем национального кубка.
В сезоне 2018/19 вышел на первое место в списке бомбардиров «Кузбасса» (552 мяча в 479 играх за клуб уже по итогам сезона 2018/2019), обойдя в этом списке Сергея Тарасова (549).
В середине сезона 2020/21 принял решение о завершении игровой карьеры и вошёл в тренерский штаб «Кузбасса».
Всего в высшем дивизионе (Высшая лига/Суперлига) чемпионатов России провёл 587 игр, в которых забил 617 мячей. В розыгрышах Кубка России в 185 играх забил 258 мячей. Личный рекорд по итогам чемпионата страны — 52 мяча в сезоне 2009/10.
По числу голов в высшем дивизионе чемпионатов СССР/России располагается на 8-й строчке в списке бомбардиров.
Лучший бомбардир «Кузбасса» в чемпионатах СССР/России за всю историю команды — 572 мяча.

### В сборной России
В сборной России дебютировал 13 сентября 2004 года в неофициальной (контрольной) игре с командой «Эдсбюн», прошедшей в шведском городе Эдсбюн. Россияне проиграли со счётом 4:5, а Стасенко забил один мяч в ворота соперника.
Дебют в официальных матчах за сборную России состоялся 12 сентября 2010 года в шведском городе Тролльхеттан на турнире «Выходного дня». Россияне выиграли у сборной Финляндии со счётом 10:4, Стасенко забил один мяч и сделал одну результативную передачу. Это была единственная игра Стасенко за сборную России в официальных матчах.

## Достижения
Клубные (отечественные)
 Чемпион России (1): 2000/01 

 Серебряный призёр чемпионата России (4): 2003/04, 2004/05, 2005/06, 2008/09 

 Бронзовый призёр чемпионата России (4): 2002/03, 2006/07, 2007/08, 2009/10 

 Обладатель Кубка России (2): 2002/03, 2007 

 Финалист Кубка России (1): 2005 (весна) 

 Бронзовый призёр Кубка России (2): 2000/01, 2003/04
Клубные (международные)
 Обладатель Кубка европейских чемпионов (1): 2001
В сборной России (юноши, юниоры)
 Серебряный призёр чемпионата мира среди юниоров (1): 2000 

 Серебряный призёр чемпионата мира среди юношей (1): 1999 

 Серебряный призёр чемпионата мира среди младших юношей (1): 1998
Личные
- В списке 22-х лучших игроков сезона (1 раз): 2010
- Лучший бомбардир в истории «Кузбасса»: 572 мяча (в 513 матчах)
- Клубный рекорд результативности (в составе «Кузбасса») в одной игре: 7 мячей (с командой «Металлург» (Братск), 16:3, 13.02.2005)[10][11]
- Лучший игрок «Кузбасса»: 2010[12][13]
- Лучший игрок чемпионата мира среди юношей: 1999

## Статистика выступлений

### Клубная
| Сезон     | Клуб                  | Лига | Чемпионат | Чемпионат | Чемпионат | Чемпионат | Чемпионат | Кубок | Кубок | Кубок | Кубок | Кубок |
| Сезон     | Клуб                  | Лига | И         | М         | П         | О         | Ш         | И     | М     | П     | О     | Ш     |
| --------- | --------------------- | ---- | --------- | --------- | --------- | --------- | --------- | ----- | ----- | ----- | ----- | ----- |
| 1997/1998 | Енисей-2 (Красноярск) | Б    | ?         | 5         |           | 5         | ?         |       |       |       |       |       |
| 1998/1999 | Енисей (Красноярск)   | А    | 1         | 0         | 0         | 0         | 0         | 2     | 0     | 0     | 0     | 0     |
|           | Енисей-2 (Красноярск) | Б    | 23        | 30        |           | 30        | ?         |       |       |       |       |       |
| 1999/2000 | Динамо (Москва)       | А    | 25        | 24        | 2         | 26        | 10        | 4     | 1     | 2     | 3     | 0     |
| 2000/2001 | Енисей (Красноярск)   | А    | 23        | 7         | 2         | 9         | 10        | 5     | 4     | 0     | 4     | 0     |
|           | Енисей-2 (Красноярск) | Б    | 3         | 10        |           | 10        | ?         |       |       |       |       |       |
| 2001/2002 | Енисей (Красноярск)   | А    | 25        | 14        | 2         | 16        | 15        | 11    | 5     | 0     | 5     | 5     |
| 2002/2003 | Кузбасс (Кемерово)    | А    | 28        | 33        | 5         | 38        | 25        | 14    | 20    | 6     | 26    | 0     |
| 2003/2004 | Кузбасс (Кемерово)    | А    | 26        | 24        | 3         | 27        | 10        | 12    | 18    | 4     | 22    | 0     |
| 2004/2005 | Кузбасс (Кемерово)    | А    | 28        | 36        | 2         | 38        | 20        | 10    | 16    | 5     | 21    | 0     |
| 2005/2006 | Кузбасс (Кемерово)    | А    | 24(1)     | 34(3)     | 5(0)      | 39(3)     | 10(0)     | 9     | 18    | 1     | 19    | 10    |
| 2006/2007 | Кузбасс (Кемерово)    | А    | 31(1)     | 39(2)     | 14(0)     | 53(2)     | 20(0)     | 15    | 29    | 9     | 38    | 15    |
| 2007/2008 | Кузбасс (Кемерово)    | А    | 30(1)     | 43(3)     | 6(0)      | 49(3)     | 15(0)     | 16    | 35    | 9     | 44    | 20    |
| 2008/2009 | Кузбасс (Кемерово)    | А    | 26        | 23        | 17        | 40        | 30        | 12    | 21    | 4     | 25    | 35    |
| 2009/2010 | Кузбасс (Кемерово)    | А    | 36        | 52        | 11        | 63        | 100       | 8     | 8     | 3     | 11    | 10    |
| 2010/2011 | Кузбасс (Кемерово)    | А    | 35        | 38        | 11        | 49        | 20        | 10    | 18    | 7     | 25    | 0     |
| 2011/2012 | Кузбасс (Кемерово)    | А    | 30        | 30        | 14        | 44        | 75        | 6     | 9     | 3     | 12    | 0     |
| 2012/2013 | Кузбасс (Кемерово)    | А    | 28        | 37        | 13        | 50        | 10        | 6     | 9     | 1     | 10    | 10    |
|           | Кузбасс-2 (Кемерово)  | Б    | 1         | 2         | 4         | 6         | 0         |       |       |       |       |       |
| 2013/2014 | Кузбасс (Кемерово)    | А    | 25        | 25        | 6         | 31        | 45        | 13    | 16    | 5     | 21    | 0     |
| 2014/2015 | Кузбасс (Кемерово)    | А    | 30        | 24        | 8         | 32        | 30        | 7     | 7     | 0     | 7     | 6     |
| 2015/2016 | Кузбасс (Кемерово)    | А    | 10        | 6         | 10        | 16        | 10        | 3     | 3     | 1     | 4     | 0     |
| 2016/2017 | Кузбасс (Кемерово)    | А    | 28        | 31        | 12        | 43        | 20        | 5     | 8     | 3     | 11    | 0     |
| 2017/2018 | Кузбасс (Кемерово)    | А    | 34        | 43        | 7         | 50        | 30        | 6     | 5     | 1     | 6     | 0     |
| 2018/2019 | Кузбасс (Кемерово)    | А    | 30        | 34        | 6         | 40        | 30        | 6     | 4     | 0     | 4     | 10    |
| 2019/2020 | Кузбасс (Кемерово)    | А    | 27        | 18        | 4         | 22        | 20        | 5     | 4     | 2     | 6     | 20    |
| 2020/2021 | Кузбасс (Кемерово)    | А    | 7         | 2         | 0         | 2         | 20        |       |       |       |       |       |
| Всего     | 23 сезона             | А    | 587(3)    | 617(8)    | 160(0)    | 777(8)    | 575(0)    | 185   | 258   | 66    | 324   | 141   |
| Всего     | 4 сезона              | Б    | 27        | 47        | 4         | 51        | ?         |       |       |       |       |       |

Посезонный расклад мячей в чемпионатах страны
```
Вадим Стасенко      00  01  02  03  04  05  06  07  08  09  10  11  12  13  14  15  16  17  18  19  20  21

 1.Север             -1                                                                                     =  1    
 2.Волга            1-1                         1-
3
 1-1 1-1 
5
-1 2-1     1-1     1-2         1-1 
3
-1         = 30    
 3.Локомотив        2-1                                     1-1 2-1                                         =  8   
 4.Вымпел           2-
6
                                                                                     =  8   
 5.Динамо-Казань    1-                          2-1         
3
-  
3
-  1-1 2-2  -1  -2 
3
-  2-  
3
-1  -1 2-1     = 32   
 6.Зоркий            -1     2-       -1 1-      1-  2-1 1-  2-2 1-2 2-   -1 1-2  -1         1-2  -1         = 28     
 7.Агрохим          1-                                                                                      =  1    
 8.Саяны            1-  1-  1-  1-
4
  -1 1-      1-
3
 
4
-                                                      = 18   
 9.Юность           
3
-
3
 2-1 1-                                                                              = 10  
10.Сибсельмаш           1-1 1-  2-
3
 1-2 
3
-  1-1 
3
-1 2-1 1-1 1-  1-1 1-  1-1     2-2     1-1 
3
-1 1-
3
 1-2     = 55  
                                                                                        1-1
                                                                                        
3
-2
11.СКА-Забайкалец        -1     2-1 1-
3
 1-1 2-
3
 
3
-2                                                         = 20  
12.СКА-Свердловск           
3
-2 2-
3
  -
3
 1-
3
  -2 1-1 1-
3
  -
3
                                                 = 28  
13.Кузбасс                  1-                                                                              =  2  
                            1-
14.Маяк                     1-  1-1 
3
-1 2-2 2-2     
4
-  2-                                                  = 21  
15.Металлург                1-  1-   -1 
7
-  1-2 1-   -
4
                                                     = 18  
16.Енисей                       
3
-1 2-  1-  
3
-1 1-  1-2 
3
-  2-   -
3
 1-1 
3
-1     1-      1-  1-1 1-          = 36 
                                                                 -1                     1-
17.СКА-Нефтяник                 1-      1-  1-1 1-  2-   -
4
         2-  1-1 
3
-2 2-  1-  2-2 2-
3
  -1 1-  1-  = 45  
                                2-1                                          -2         1-1
                                                                             -
3

18.Ур.трубник                    -2     2-  
4
-  1-  1-2 1-1 1-1 1-1 2-1 
5
-1 1-1  -2     1-   -2 2-
3
 2-2     = 50  
                                                                2-  
3
-2
19.Водник                       1-1                          -
3
 1-2 1-1  -2 2-   -1         2-   -1 1-  1-  = 22  
                                                                                 -2
20.Байкал-Энергия                   2-  1-       -2  -
3
 1-1 1-1  -1 1-
3
 
5
-1  -2  -1 1-   -1 2-  1-1         = 44  
                                                            2-2         2-1             1-1 2-1 
21.БСК                              1-                                                                      =  1  
22.Старт                            1-1     1-
3
         1-      1-1 1-1 1-1  -1 2-      
4
-  1-2 2-1 2-      = 28  
23.Лесохимик                            
3
-2  -1 2-2 2-
4
                                                     = 16  
24.Строитель С                          
4
-                  
4
-                              2-
3
 1-   -1     = 15  
25.Динамо М                                 2-1 1-  1-1     1-
4
 
3
-1  -1 1-2 2-       -1     1-  
3
-2         = 37  
                                                            
3
-2 
4
-
26.Родина                                       
5
-      1-   -2 1-1 1-2     2-  1-2     2-2 
4
-1 2-1 2-1     = 33  
27.ХК Боровичи                                              
3
-1                                             =  
4
  
28.Мурман                                                   2-1     1-                           -2         =  6                                                        

дома                11   4  12  16  11  28  17  24  21  12  31  22  17  22  11   9   5  20  25  16  11   2  = 347

в гостях            13   3   2  17  13   8  17  15  22  11  21  16  13  15  14  15   1  11  18  18   7   -  = 270
```

В чемпионатах / кубках России забивал мячи в ворота 28 / 23 команд
```
 
Чемпионат России
                 
Кубок России

 1.Сибсельмаш        = 55 мячей   1.Сибсельмаш          = 43 
 2.Уральский трубник = 50         2.Байкал-Энергия      = 37
 3.СКА-Нефтяник      = 45         3.СКА-Нефтяник        = 22
 4.Байкал-Энергия    = 44(2)      4.Маяк                = 20
 5.Динамо М          = 37         5.Саяны               = 17
 6.Енисей            = 36         6.Уральский трубник   = 16
 7.Родина            = 33         7.Енисей              = 14
 8.Ак Барс-Динамо    = 32         8-9.Металлург Бр      = 13
 9.Волга             = 30         8-9.СКА-Свердловск    = 13
10-12.Зоркий         = 28(3)     10-11.СКА-Забайкалец   =  8
10-12.СКА-Свердловск = 28        10-11.Мурман           =  8
10-12.Старт          = 28        12.Локомотив Ор        =  7
13.Водник            = 22        13-14.Волга            =  6
14.Маяк              = 21        13-14.Родина           =  6
15.СКА-Забайкалец    = 20(3)     15-18.Водник           =  5
16-17.Саяны          = 18        15-18.Лесохимик        =  5
16-17.Металлург Бр   = 18        15-18.Ак Барс-Динамо   =  5
18.Лесохимик         = 16        15-18.Зоркий           =  5
19.Строитель С       = 15        19.Молодёжная
20.Юность Ом         = 10           сборная России      =  3
21-22.Локомотив Ор   =  8        20.Динамо М            =  2
21-22.Вымпел         =  8        21-23.Кузбасс          =  1
23.Мурман            =  6        21-23.Строитель С      =  1
24.ХК Боровичи       =  4        21-23.Сборная Россия-2 =  1
25.Кузбасс           =  2
26-28.Север          =  1
26-28.Агрохим        =  1
26-28.БСК            =  1
```

Количество мячей
- Чемпионат России

по 1 мячу забивал  в 199 играх 
 
по 2 мяча забивал  в  99 играх 
 
по 3 мяча забивал  в  45 играх 
  
по 4 мяча забивал  в  13 играх 
  
по 5 мячей забивал в   4 играх 
  
по 6 мячей забивал в   1 игре 
 
по 7 мячей забивал в   1 игре
Свои 617 мячей забросил в 362 играх, в 225 играх мячей не забивал.
- Кубок России

по 1 мячу забивал  в 63 играх 
   
по 2 мяча забивал  в  38 играх 
   
по 3 мяча забивал  в  23 играх 
   
по 4 мяча забивал  в  8 играх 
    
по 5 мячей забивал в   2 играх 
  
по 8 мячей забивал в   1 игре
Свои 258 мячей забросил в 135 играх, в 50 играх мячей не забивал.
Первый и юбилейные мячи
1 мяч забил в 4 игре 30 ноября 1999 года в выездной игре с командой «Север» (1:5) на 4-й минуте с передачи Алексея Панина. 

100 мяч забил в 123 игре 26 февраля 2004 года в выездной игре с командой «Старт» (4:5) на 60-й минуте с передачи Вячеслава Морзовика. 

200 мяч забил в 206 игре 8 марта 2007 года в домашнем матче с командой «Зоркий» (7:3) на 69-й минуте с 12-метрового. 

300 мяч забил в 285 игре 16 января 2010 года в выездной игре с командой «Водник» (7:3) на 45-й минуте с передачи Павла Тетерина. 

400 мяч забил в 370 игре 11 ноября 2012 года в выездной игре с командой Водник (7:1) на 6-й минуте с передачи Олега Земцова. 

500 мяч забил в 473 игре 28 декабря 2016 года в домашнем матче с командой «СКА-Нефтяник» (5:5) на 44-й минуте с 12-метрового. 

600 мяч забил в 557 игре 14 ноября 2019 года в домашнем матче с командой «Уральский трубник» (9:7) на 8-й минуте с передачи Богдана Павенского.

#### В международных турнирах
| Турнир | Сезонов | Игры | Мячи | Передачи |
| ------ | ------- | ---- | ---- | -------- |
| КЕЧ    | 1       | 3    | 1    | 0        |
| КМ     | 11      | 43   | 20   | 7        |
| КЧ     | 2       | 8    | 8    | 3        |

Участие в Кубке европейских чемпионов: 1 раз (2001); в Кубке мира: 11 раз (2001, 2003—2006, 2008—2012, 2014); в Кубке чемпионов: 2 раза (2013, 2015)

## В сборной России
| Сезон   | Игры | Мячи |
| ------- | ---- | ---- |
| 2010/11 | 1    | 1    |
| Всего   | 1    | 1    |

|   | Эдсбюн       | 13 сентября 2004 | Эдсбюн (Эдсбюн, Швеция) | 4:5  | ?  |                      |
| 1 | Тролльхёттан | 1 сентября 2010  | Финляндия               | 10:4 | 74 | Турнир Выходного дня |

Итого: 1 матч / 1 мяч; 1 победа, 0 ничьих, 0 поражений.

### Комментарии
1. ↑  Количество игр и голов за клуб(ы) в высшем дивизионе чемпионатов России
2. ↑  Результативные передачи
3. ↑  В скобках указаны очки, набранные в аннулированном матче с красногорским «Зорким». Во втором полуфинальном матче
чемпионата страны 11 марта в Кемерово гости покинули поле примерно за 10 минут до финального свистка из-за «неадекватного» судейства. В этот момент счёт на табло был 7:1 в пользу «Кузбасса» (первую встречу выиграл «Зоркий» — 4:1). Главный тренер «Кузбасса» Сергей Мяус заявил, что, по его мнению, у соперников просто сдали нервы
4. ↑  В скобках указаны очки, набранные в аннулированном матче с иркутской «Байкал-Энергией». 16 декабря в Кемерово, незадолго до финального свистка, игроки гостей, недовольные несправедливым, по их мнению, судейством, самовольно всей командой удалились на скамейку штрафников
5. ↑  В скобках указаны очки, набранные в аннулированном матче с читинским «СКА-Забайкальцем», который снялся с чемпионата страны в связи с отсутствием финансирования